# 下吉田町
下吉田町（しもよしだちょう）は山梨県南都留郡にあった町。現在の富士吉田市中心部の北方一帯、桂川左岸にあたる。本項では町制前の名称である瑞穂村（みずほむら）についても述べる。

## 地理
- 山：天上山
- 河川：桂川、宮川

## 歴史
- 1875年（明治8年）1月9日 - 都留郡下吉田村・新倉村が合併して瑞穂村となる。
- 1878年（明治11年）7月22日 - 郡区町村編制法の施行により、瑞穂村が南都留郡の所属となる。
- 1889年（明治22年）7月1日 - 町村制の施行により、瑞穂村が単独で自治体を形成。
- 1939年（昭和14年）8月1日 - 瑞穂村が町制施行・改称して下吉田町となる。
- 1951年（昭和26年）3月20日 - 富士上吉田町・明見町と合併して富士吉田市が発足。同日下吉田町廃止。

## 地域
教育
- 下吉田町立下吉田小学校（現・富士吉田市立下吉田第一小学校）
  - 市制施行後の1952年に下吉田第一小学校と下吉田第二小学校に分離し、さらに1976年に下吉田第一小学校から分離する形で下吉田東小学校が開校した。
- 下吉田町立公民館（附属図書館）

## 交通

### 鉄道路線
- 富士山麓電気鉄道
  - 大月線
    - 葭池温泉前駅 - 下吉田駅 - 月江寺駅

### 道路
- 富士みち（現・国道138号）

現在は旧町域に中央自動車道の河口湖インターチェンジの一部が所在するが、当時は未開通。

## 名所・旧跡・観光スポット・祭事・催事
- 冨士山下宮小室浅間神社

- 角川日本地名大辞典 19 山梨県